# Muurinsaari
Muurinsaari är en ö i Finland. Den ligger i sjön Saarijärvi och i kommunen Sankt Michel i den ekonomiska regionen  S:t Michel och landskapet Södra Savolax, i den södra delen av landet, 220 km nordost om huvudstaden Helsingfors. Öns area är 2,5 hektar och dess största längd är 350 meter i sydöst-nordvästlig riktning.